# MUGEN (moteur de jeu)
 (novembre 2017).
Si vous disposez d'ouvrages ou d'articles de référence ou si vous connaissez des sites web de qualité traitant du thème abordé ici, merci de compléter l'article en donnant les références utiles à sa vérifiabilité et en les liant à la section « Notes et références ».
Pour les articles homonymes, voir Mugen.
MUGEN est un moteur de jeu pour les jeux de combat 2D, créé par Elecbyte en 1999 en utilisant la bibliothèque logicielle Allegro pour l'affichage et les entrées (clavier, manette de jeu). Elecbyte distribua gratuitement de nombreuses versions beta tournant sous DOS, Linux et Windows, demandant en retour des donations. Le moteur permet de créer des personnages, décors et autres composantes de jeu par le biais d'une compilation de fichiers texte, graphiques et sons, il supporte également les fichiers MP3 afin de mettre des musiques en fond sonore durant le jeu. Ce moteur est assez avancé et flexible pour égaler certains jeux de combat 2D commerciaux, tels que les jeux Street Fighter produits par Capcom ou King of Fighters produits par SNK. Il est en avance sur les moteurs de jeu équivalents existant dans le logiciel libre. 

## Modes de jeu
MUGEN propose plusieurs modes :
Arcade :
Le joueur choisit un personnage et doit vaincre différents personnages dans plusieurs sortes de stages jusqu'au bout. Si le joueur échoue, il peut choisir de continuer ou non (s'il continue, il aura la possibilité de changer de personnage et réaffronter le personnage sur lequel il a échoué).
VS Mode :
Le joueur peut affronter un autre joueur (ou l'ordinateur si le joueur appuie sur « Ctrl » et « 2 » en même temps pendant le combat).
Team Arcade :
La même chose que Arcade sauf que le joueur aura aussi la possibilité soit de jouer en « Simul » (deux personnages en équipe, le 2e étant contrôlé par l'ordinateur) soit en « Turns » (le joueur choisit de deux à quatre personnages en équipe mais un seul combat à la fois, le suivant prendra le relais si le combattant actuel est K.O.).
Team VS :
La même chose que VS Mode mais avec possibilité de jouer soit en "Simul" ou soit en "Turns".
Team Co-op :
La même chose que Arcade sauf que c'est 2 joueurs ensemble qui affrontent les personnages. 
Survival :
Le joueur doit faire face aux personnages de sa liste jusqu'à son K.O., le joueur récupère de la vie à chaque round gagné. Possibilité également de choisir « Simul » (ou « Turns » pour le joueur). Ce mode n'est pas présent dans la version DOS.
Survival Co-op :
La même chose que Survival sauf que ce sont deux joueurs ensemble qui affrontent les personnages. Ce mode n'est pas présent dans la version DOS.
Training :
Un mode entraînement pour permettre au joueur de connaître les mouvements du personnage choisit et de le maîtriser.
Watch :
Le joueur choisit les personnages et regarde un combat entièrement géré par leurs intelligences artificielle.
Options :
Le joueur peut paramétrer par exemple le pourcentage de vie et la durée du timer. Un niveau de difficulté est également présent mais il ne sert à rien, les personnages ayant leur propre intelligence artificielle.

## Histoire
De 1999 à 2001, il y eut de nombreuses versions du moteur MUGEN pour DOS. Le développement de la version DOS cessa lorsque Elecbyte décida de continuer sur la plateforme Linux fin 2001. Les nouvelles versions Linux ajoutèrent de nouvelles fonctionnalités non présentes sur la version DOS. Il y eut par la suite des promesses d’un port sur Windows, à la condition qu'il y ait suffisamment de donations pour acquérir un compilateur. Mais le développement fut soudainement interrompu en 2003, une rumeur a été répandue selon laquelle cela aurait été provoqué par la fuite d’une bêta privée de WinMugen fournie aux donateurs. Cette bêta a bien existé. Elle contenait une limitation empêchant l'ajout de plus de deux personnages ainsi que l'utilisation de certains modes de jeu. Un hack no limit a permis d'enlever ces limitations et fut rendu disponible en 2004. Cette version Windows est fondamentalement la même que la dernière version Linux et est en 2005 la version MUGEN la plus utilisée, bien qu’il y ait certaines controverses - les modifications faites sur le moteur sont parfois perçues de manière analogue à la modification d’une création sans l’autorisation de son auteur - et il s’agit d’une polémique récurrente parmi les fans de MUGEN. Étant donné que le développement du moteur fut interrompu, et qu’aucun code source n’a été rendu disponible par Elecbyte, il existe à présent des projets en développement dont le but est de faire un clone du moteur.
Toutefois, le 21 septembre 2009, Elecbyte libère une nouvelle version de Mugen après de nombreuses années sans aucune informations. Cette version ajoute beaucoup de choses comme le support de la HD entre autres, les personnages de la version 2002.04.14 restant parfaitement compatibles.
Une nouvelle équipe constituée d'anciens d'Elecbyte développe depuis à plein temps la nouvelle version du moteur de jeu. Offrant des graphismes en Full HD (1920 × 1080) cette mouture se veut plus stable et mieux construite que l'ancienne version. Des Releases Candidate sortent au moins une fois par mois. La communauté qui n'a jamais désempli est remotivée et l'on voit déjà des personnages originaux débarquer pour MUGEN. Le 18 janvier 2011, la version 1.0 de Mugen est disponible sur le site officiel. Le 7 août 2013, une version bêta de 1.1 fut libérée, ajoutant le zoomage dans les stages durant les combats.
En 2010, une version alternative de Mugen, appelée I.K.E.M.E.N, reprend la base de Mugen mais utilise un nouveau programme appelé S-Size. Il introduit le zoomage en premier lieu dans les stages, et ses mises à jour récentes, notamment Ikemen Go de 2022, introduisent d'autres nouveautés, comme des environnements destructibles ou des combats à plus de 8 personnages. Les personnages et stages sont compatibles avec ceux de MUGEN, ce qui en fait une suite officieuse.
Un autre successeur, appelé Infinité Versus: 3D Mugen, sorti le 21 février 2021 sur Steam, reprenant un principe semblable à MUGEN mais avec un système 3D proche des jeux Tekken. Il est cependant rapidement retiré de la plate-forme pour des raisons de droits d'auteurs, même s'il reste trouvable en ligne gratuitement.

## Légalité des jeux
Les précédents accords de licence pour l'utilisation de MUGEN ont expiré, et il semble qu’un nouvel accord de licence ne sera jamais proposé. Donc, aucune distribution actuelle de MUGEN n’a reçue l’autorisation d’Elecbyte et est donc illégale, toutefois Elecbyte n’a jamais entrepris la moindre action légale ; ils ont tout simplement disparu sans la moindre explication. De nombreuses personnes continuent à utiliser MUGEN malgré l’absence d’une nouvelle licence. Les créations telles que les personnages ou les stages pour MUGEN ne font pas partie de la licence d’Elecbyte, seul le moteur en lui-même l’est. Donc, il est propre à chaque individu de choisir s’il désire ou non violer la licence d’Elecbyte en utilisant MUGEN. Elecbyte lui-même n’a pas fait d’annonce publique depuis 2003 lorsqu’ils déclarèrent que le projet avait atteint un état latent. Certains pensent que c'est une manière de disparaître dans la nature en laissant les utilisateurs et créateurs sans la moindre alternative.
Pour les jeux amateurs, les personnages et les stages sont eux aussi d’une légalité douteuse, car la plupart ont été créés en utilisant des sprites (graphismes) et des sons rippés à partir de jeux commerciaux, c'est-à-dire protégés par le droit d'auteur. Pour cette raison, beaucoup de créateurs s'efforcent d'utiliser de « vieux » jeux, ce qui évite la référence à des jeux récents contre lequel les éditeurs entameraient plus certainement des poursuites. Bien que cela n'ait aucun impact sur la légalité des matériels en question, cela a servi principalement à éviter toute pression légale de la part des possesseurs des droits d’auteur. Mais d'après des témoignages de créateurs, certains d’entre eux, comme Capcom, semblent tolérer le portage de personnages sous MUGEN, estimant qu'il s'agit de travaux de fans, et ne s'en préoccupent pas.
Le matériel de travail de MUGEN a deux copyrights : les SFF (fichiers sprites, graphiques) et SND (fichiers audio) sont garantis par les droits de leurs auteurs respectifs (comme Capcom, SNK, etc). Les autres fichiers, tels CMD (fichier des commandes), AIR (fichier d’animation) et CNS (constantes) et DEF (le fichier principal d’un personnage MUGEN, indiquant le créateur du personnage, comment le nom du personnage va être affiché ainsi que les noms des autres fichiers regroupées) sont garantis par les droits de l’auteur du portage sous MUGEN du personnage ou du stage (décor). Toute utilisation de ces fichiers sans l’autorisation de l’un ou de l'autre auteur est donc illégale.

## Où obtenir MUGEN?
MUGEN 1.0 et 1.1 (beta) était téléchargeable dans le site officiel de Elecbyte, jusqu'à sa disparition. Il existe d'autres sites depuis proposant son téléchargement.
Le téléchargement était accompagné d'un exemple de personnage (Kung Fu Man), de deux exemples de stages (Training Room et Mountainside Temple) et de toutes les informations requises pour développer ses propres personnages, stages (décors) et autres add-ons. Les outils de développement réalisés par les auteurs de MUGEN sont désormais hébergés sur de nombreux sites de fans.

## Projets de clonage
Il existe plusieurs projets en cours dont le but annoncé est de dupliquer les fonctionnalités de MUGEN afin de pallier l'incertitude de son statut juridique. Il existe surement d'autres projets privés qui n'ont pas encore été annoncés publiquement.
- Direct-Xion-Game, un projet en C++[4]
- openMugen, un projet open source abandonné au profit de ShugenDo qui en est la suite et développé sur plusieurs plateformes (psp, et autres consoles)[5]
- Rhakys, dont les sources ne sont pas consultables[6]
- Mugen.Java, un projet open source entièrement en Java[7]
- Ikemen GO, un projet open source entièrement en Go, le plus complet de clones de MUGEN à ce jour.